# Hermandad de San Bernardo (Sevilla)
La Hermandad de San Bernardo es una cofradía católica de Sevilla, Andalucía, España. Procesiona en la Semana Santa. Su nombre completo es Real, Ilustre y Fervorosa Hermandad Sacramental de la Pura y Limpia Concepción de la Santísima Virgen María, Ánimas Benditas del Purgatorio y Cofradía de Nazarenos del Santísimo Cristo de la Salud, María Santísima del Refugio, Santa Cruz, Nuestra Señora del Patrocinio, Santa Bárbara y San Bernardo.
Tiene su sede en la iglesia parroquial de San Bernardo, en el barrio homónimo de la ciudad.

## Historia
Tiene su origen en el siglo XVIII, con la procesión de un Jesús de las Tres Caídas. Cuando la agrupación aumentó adquirieron a un Cristo crucificado, bajo la advocación de Cristo de la Salud, y una Virgen del Patrocinio y pusieron su sede en la parroquia. La cofradía fue erigida canónicamente en 1764. Ese año realizaron su primera estación de penitencia a la catedral. Sin embargo, en la misma parroquia ya había una Virgen del Patrocinio a la que daba culto la hermandad sacramental, por lo que le dieron la advocación del Refugio.
En 1813, tras la invasión francesa, la hermandad entra en un periodo de declive. Se vendieron los pasos, las insignias y prácticamente desapareció. Volvieron a procesionar a partir de 1839. En 1841 procesionaron por primera vez con una Magdalena a los pies de la cruz. Posteriormente, cesaron las procesiones. En 1851 se unió a la hermandad de gloria de su parroquia, fundada también en el siglo XVIII. En 1881 comenzó a procesionar de nuevo. Ese año estrenó un paso neogótico para el crucificado de los talleres de José de la Peña. En 1886 se incorpora a dicho paso la imagen de María Magdalena, tallada por José Ordóñez.
En 1936 la iglesia sufrió un incendio provocado por grupos anticlericales. Se destruyeron las dos imágenes titulares y los enseres. Del Cristo de la Salud, del siglo XVII, solamente quedó una pierna, que conserva la hermandad. En 1938 el cardenal Pedro Segura les cedió un Cristo, de autor desconocido de 1669, que se encontraba en la Escuela de Cristo, y en 1938 adquirieron una nueva Virgen del Refugio, realizada por Sebastián Santos Rojas. El año 1943 la hermandad se consagró al Inmaculado Corazón de María.
En 1963 la iglesia fue visitada por los príncipes Juan Carlos de Borbón y Sofía de Grecia, que conocieron los pasos. En 1966 se fusionó con la hermandad sacramental de la misma sede, fundada en el siglo XVI.
Está vinculada al gremio de la artillería, por las fábricas militares que se encontraban en el barrio, y también al de los bomberos, por encontrarse un parque de bomberos en la zona realizado en los años 1920 por Juan Talavera y Heredia. También se debe destacar su paso por el puente de San Bernardo, también conocido "puente de los Bomberos", por encontrarse junto al parque de bomberos citado. La cofradía alguna vez ha recibido el apodo de "Hermandad de los Toreros" por la gran cantidad de toreros del barrio que fueron hermanos de esta.
En 1986 falleció un costalero del paso de Cristo, llamado José Portal Navarro, durante una procesión.

## Stmo. Cristo de la Salud

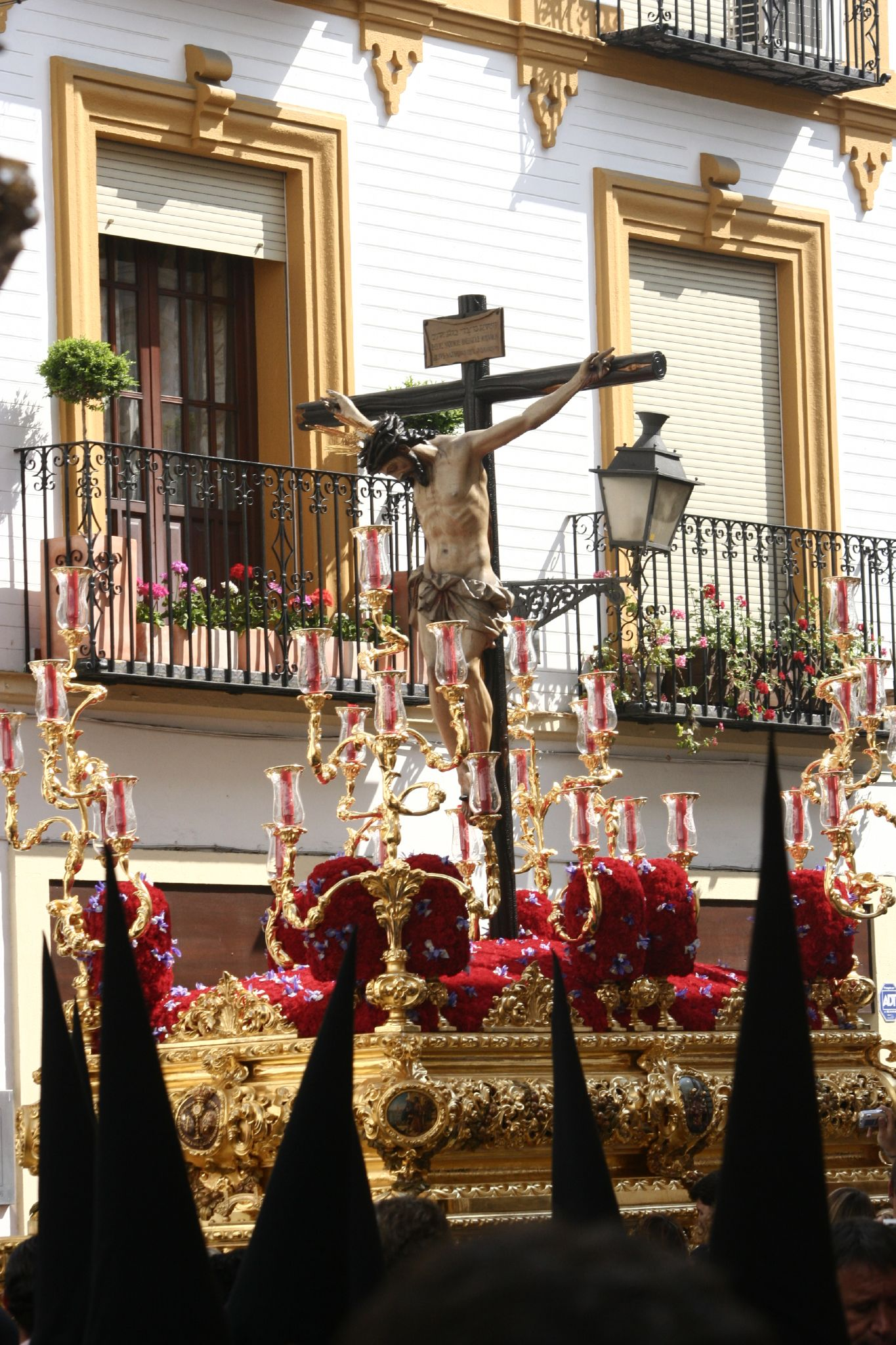
Santísimo Cristo de la Salud.

El Santísimo Cristo de la Salud es una obra de autor desconocido del año 1669, atribuido indiscutible a Andrés Cansino. Representa a Cristo muerto en la Cruz, perteneció en sus orígenes a la Escuela de Cristo en el Barrio sevillano de Santa Cruz, que tras la guerra y por ello la pérdida de la anterior imagen titular, atribuida a Juan Martínez Montañés, se sustituye por la actual, trasladándola desde Santa Cruz al barrio de San Bernardo.
El paso de Cristo fue diseñado por Francisco Ruiz Rodríguez y tallado por José Gil Ferreras en 1925.

## Ntra. Señora del Refugio

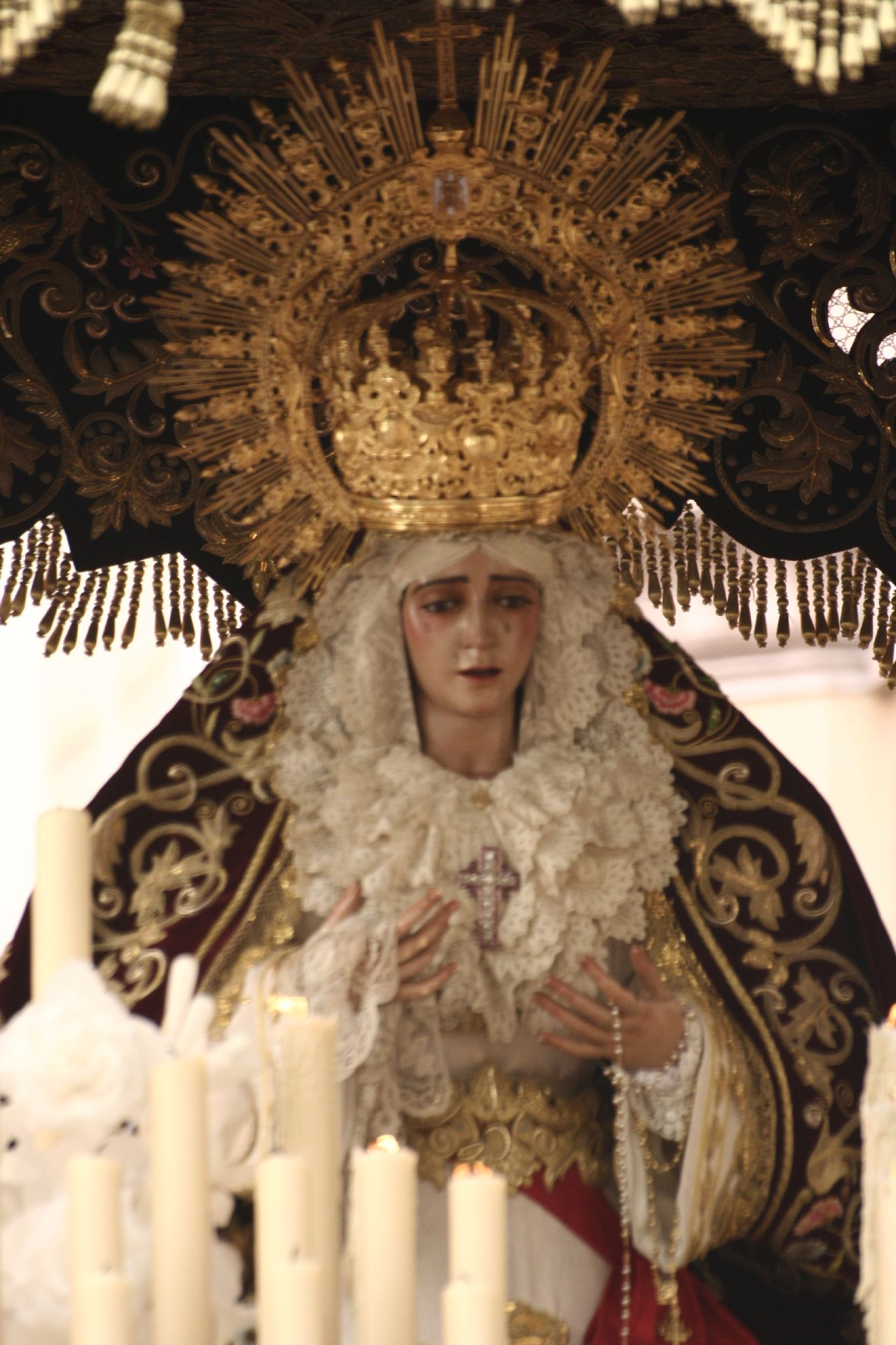
Nuestra Señora del Refugio.

La Nuestra Señora del Refugio fue realizada por  Sebastián Santos Rojas en el año 1938, fue la primera dolorosa que realizó para la ciudad de Sevilla, para sustituir la antigua titular mariana destruida en la Guerra. La “Rosa de artillería” como popularmente la conocen, es una bellísima dolorosa de expresión apacible y sufriente, con aires añejos de imaginería pre-barroca, en el que la comisura de los labios arranca en una tímida sonrisa.
El paso de palio tiene piezas doradas y plateadas. El palio fue realizado en 1929 por Rodríguez Ojeda. Los ciriales fueron realizados en 1992 por José Manuel Ramos.

## Túnicas

Itinerario de la Hermandad de San Bernardo.

Las túnicas son de color morado. Va acompañada de capa y antifaz negros. La botonadura es negra y el cíngulo es morado y negro. El calzado debe ser plano y negro con calcetines del mismo color. También se deben portar guantes negros. Los hermanos deben portar la medalla de la hermandad con cordón de los mismos colores del cíngulo. Por una cara se puede apreciar el escudo de la hermandad y por la otra las imágenes del Cristo de la Salud y de la Virgen del Refugio en relieve. Los nazarenos que acompañan al paso de Cristo llevan cirios de color rojo y los que acompañan al paso de palio de color blanco.

## Patrimonio musical
Tras el Cristo de la Salud va la Banda Presentación al Pueblo de Dos Hermanas. Tras la Virgen del Refugio va la Banda de la Cruz Roja.

### Marchas dedicadas
Para el Cristo de la Salud:
- Salud de San Bernardo (Manuel Rodríguez Ruíz)
- Pasa la Virgen del Refugio (Manuel Rodríguez Ruíz)
- Puente de San Bernardo (Manuel Rodríguez Ruíz)
- Salud y Refugio
- Pan Eucarístico (Julio Vera)
- Refúgiame (Francisco Javier González Ríos)
- Salud (Enrique Garfia Moreno)
- Plegaria a San Bernardo (Francisco Artiguez y Víctor Ramírez)
- Y Yo soy la Salud (Víctor Ramírez)
- El Refugio de una Madre (Sergio Larrinaga)
- Salus Christi (José María Sánchez)
- De San Bernardo al Cielo (Abraham Padilla)
- Ángeles de San Bernardo (Francisco Javier Torres Simón)

Para la Virgen del Refugio:
- El Refugio de María (López Farfán)
- El Cristo de la Salud (López Farfán)
- El Refugio (Vidriet y Carretero)
- Refugio de San Bernardo (José Albero)
- Refugio eres Tú (Juan Santos)
- Madre del Refugio (Juan Velázquez)
- Refugium Peccatorum (Andrés Martos Calles)
- Virgen del Refugio (Pedro Morales)
- Virgen de San Bernardo (Abel Moreno)
- San Bernardo (Manuel Marvizón)
- Refugio de Pecadores y Reina de San Bernardo (Enrique Cisma)
- María Santísima del Refugio (Cristóbal López Gándara)
- Refugio de mi Salud (Joaquín Caballero y Luis Farfán)
- Madre de nuestro Refugio (José León Alapont)

## Paso por la carrera oficial
| Predecesor: La Sed | Orden de entrada en la carrera oficial (Miércoles Santo) 4.º lugar | Sucesor: La Lanzada |